# Superficie geometrica
La superficie geometrica è una nozione della geometria equivalente a quella di superficie.
Nell'ambito particolare della geometria descrittiva, rappresenta invece una superficie ottenuta da un movimento rigido e uniforme di una curva (generatrice) lungo un'altra curva (direttrice).
Tra queste ultime superfici geometriche sono annoverate le superfici sviluppabili e, più in generale, le superfici rigate (la cui generatrice è una retta).